# جیمی رودریگوئز
جیمی رودریگوئز (۱۷ ژانویهٔ ۱۹۵۹) یک بازیکن فوتبال اهل السالوادور است. وی در تیم ملی فوتبال السالوادور بازی کرده است.